# Man of the Times
Pour plus de détails, voir Fiche technique et Distribution.
Man of the Times (一代梟雄之三支旗, Yi dai xiao xiong: San zhi qi) est une comédie dramatique hongkongaise réalisée par Taylor Wong et sortie en 1993 à Hong Kong.
Elle totalise 6 869 697 HK$ au box-office.

## Synopsis
Satire sur la police de Hong Kong dans les années 1960-70

## Fiche technique
- Titre original : 一代梟雄之三支旗
- Titre international : Man of the Times
- Réalisation : Taylor Wong
- Scénario : Man Keung-chan, Damien Li et Stephen Shiu
- Direction artistique : Lau Sai-wan
- Costumes : Tse Suk-ying
- Photographie : Derek Wan
- Montage : Wong Chau-kwai
- Musique : Dominic Chow
- Production : Chan Hei-man
- Pays d'origine :  Hong Kong
- Langue originale : cantonais
- Format : couleur
- Genre : comédie dramatique
- Durée : 104 minutes
- Dates de sortie :
  -  Hong Kong : 28 août 1993

## Distribution
- Ray Lui : Fai Wu
- Kent Cheng : Chan Chi-chiu
- Kelvin Wong : Lee Rock
- Bowie Lam : Big Lok
- Bobby Yip : Onion
- Deannie Yip : Mary
- Veronica Yip : Susan
- Li Yu : Bai
- Andy Lau
- Ng Man-tat